# Mecopisthes jacquelinae
Mecopisthes jacquelinae là một loài nhện trong họ Linyphiidae.
Loài này thuộc chi Mecopisthes. Mecopisthes jacquelinae được Robert Bosmans miêu tả năm 1993.